# Flujo eléctrico

Representación del vector de campo eléctrico de las paredes electromagnéticas polarizadas circularmente.

En electromagnetismo el flujo eléctrico, o flujo electrostático, es una magnitud escalar que expresa una medida del campo eléctrico que atraviesa una determinada superficie, o expresado de otra forma, es la medida del número de líneas de campo eléctrico que penetran una superficie. Su cálculo para superficies cerradas se realiza aplicando la ley de Gauss. Por definición el flujo eléctrico parte de las cargas positivas y termina en las negativas, y en ausencia de las últimas termina en el infinito.

## Historia
Michael Faraday hizo un simple experimento para estudiar el campo eléctrico, llegó a la conclusión errónea de que existe algún tipo de flujo eléctrico que parte de las cargas.
El experimento consistió en dos esferas metálicas concéntricas, separadas por un dieléctrico; la más grande consistente en dos hemisferios que se podían unir fuertemente. Primero se cargó la esfera pequeña con una carga eléctrica conocida. Se colocó el dieléctrico y se armó la esfera grande. Al descargar la exterior y después medir las cargas restantes en ambas esferas, resultó que ambas eran iguales en magnitudes. Esto es cierto para cualquier aislante.
Faraday supuso que existía un flujo eléctrico, y concluyó que era proporcional a la carga. Fue Carl Friedrich Gauss quién expresó matemáticamente esta relación, dando lugar a la ley que lleva su nombre.

## Cálculo
El flujo eléctrico {\displaystyle \mathrm {d} \Phi _{\boldsymbol {E}}} a través de un área infinitesimal {\displaystyle \mathrm {d} {\boldsymbol {S}}} viene dado por:
{\displaystyle \mathrm {d} \Phi _{\boldsymbol {E}}={\boldsymbol {E}}\cdot \mathrm {d} {\boldsymbol {S}}} (Ecuación 1)
(el campo eléctrico, {\displaystyle {\boldsymbol {E}}}, multiplicado por la componente del área perpendicular al campo).
El flujo eléctrico a través de una superficie {\displaystyle S} es, por tanto, expresado por la integral de superficie:
{\displaystyle {\Phi }_{\boldsymbol {E}}=\int _{S}{\boldsymbol {E}}\cdot \mathrm {d} {\boldsymbol {S}}} (Ecuación 2)
donde {\displaystyle {\boldsymbol {E}}} es el campo eléctrico y {\displaystyle \mathrm {d} {\boldsymbol {S}}} es el vector diferencial de superficie que corresponde a cada elemento infinitesimal de la superficie completa {\displaystyle S}.
Para una superficie gaussiana cerrada, el flujo eléctrico viene dado por:
{\displaystyle {\Phi }_{\boldsymbol {E}}=\oint _{S}{\boldsymbol {E}}\cdot \mathrm {d} {\boldsymbol {S}}={\frac {Q_{S}}{\varepsilon _{0}}}} (Ecuación 3)
donde {\displaystyle Q_{S}} es la carga encerrada por la superficie (incluyendo ambas cargas, la libre y la carga superficial), y ε0 es la permitividad eléctrica. Esta relación es conocida como ley de Gauss para el campo eléctrico en su forma integral y es una de las cuatro ecuaciones de Maxwell.
En estos casos se toma sistemáticamente la dirección de los vectores y se debe recordar que dicho vector tiene como módulo el área diferencial de ese elemento y dirección perpendicular al mismo. La dirección del vector es arbitraria, siempre que en todos los puntos salga de la superficie por la misma cara de ésta; si de la ecuación 3 resulta un flujo positivo, significa que atraviesa {\displaystyle S} en la misma dirección adoptado para los {\displaystyle \mathrm {d} {\boldsymbol {S}}}, y si es negativo, en dirección contraria. A cada lado, asignamos un signo, arbitrariamente. Se está hablando de «flujo neto», del total, puesto que habrá partes de la superficie {\displaystyle S} en que el flujo tendrá direcciones diferentes, y por tanto se compensarán.

## Unidades
El flujo eléctrico en unidades del Sistema Internacional (SI) se expresa en: volt metro (Vm), o, de forma equivalente, newton metro al cuadrado por culombio (N m² C−1). Por lo tanto, las unidades básicas del SI del flujo eléctrico son: kg m3 s−3 A−1.